# Kermanshah (tỉnh)
Kermanshah (tiếng Ba Tư: کرمانشاه Kermānshāh, tiếng Kurd: کرماشان Kirmaşan) là một trong 30 tỉnh của Iran. Tỉnh này trong giai đoạn 1969-1986 có tên là Kermanshahan và giai đoạn 1986-1995 có tên gọi là Bakhtaran.
Phía bắc giáp tỉnh Kordestan, phía nam giáp các tỉnh Ilam và Lorestan, phía đông giáp tỉnh Hamadan, phía tây giáp các tỉnh Sulaymaniyah và Diyala của Iraq.

## Phân chia hành chính
- - Kemanshah bao gồm 14 shahrestan (huyện): Huyện Dalaho; Huyện Gilan-e-gharb; Huyện Harsin; Huyện Islamabad-e-gharb; Huyện Javanrud; Huyện Kangavar; Huyện Kermanshah; Huyện Paveh; Huyện Qasr-e-Shirin; Huyện Ravansar; Huyện Sahneh; Huyện Sarpol-e-Zahab; Huyện Solas-e-Babajani; Huyện Sonqor.

- Các thành phố chính: Kermanshah; Eslamabad-e Gharb; Paveh; Harsin; Kangavar; Sonqor; Javanrood; Salas-e-babajani; Ravansar; Dalahoo; Gilan-Gharb; Sahneh; Qasr-e Shirin; Sarpol-e-Zahab.